# Năpradea
Năpradea là một xã thuộc hạt Sălaj, România. Dân số thời điểm năm 2002 là 3025 người.